# Vannida
Vannida (łac. Diocesis Vannidensis) – stolica historycznej diecezji w Cesarstwie Rzymskim w prowincji Mauretania Caesariensis, zlikwidowana w VII w. podczas ekspansji islamskiej, współcześnie w północnej Algierii. Obecnie katolickie biskupstwo tytularne.

## Biskupi tytularni
| Lp. | Biskup                  | Funkcja                                               | Od               | Do               |
| --- | ----------------------- | ----------------------------------------------------- | ---------------- | ---------------- |
| 1   | Luigi Maverna           | biskup pomocniczy La Spezia-Sarzana-Brugnato (Włochy) | 15 września 1965 | 9 września 1971  |
| 2   | Celso Nogoy Guevarra    | biskup pomocniczy San Fernando (Filipiny)             | 20 lipca 1972    | 4 czerwca 1975   |
| 3   | Luigi Bommarito         | biskup pomocniczy Agrigento (Włochy)                  | 18 marca 1976    | 2 maja 1980      |
| 4   | Alessandro Plotti       | biskup pomocniczy diecezji rzymskiej (Włochy)         | 23 grudnia 1980  | 7 czerwca 1986   |
| 5   | Antonio Bianchin        | sekretarz generalny Akcji Katolickiej                 | 10 marca 1987    | 22 stycznia 1991 |
| 6   | Félix del Blanco Prieto | nuncjusz apostolski jałmużnik papieski                | 31 maja 1991     | 10 kwietnia 2021 |
| 7   | Kryspin Dubiel          | nuncjusz apostolski                                   | 1 lipca 2024     |                  |